# Penchard
Penchard település Franciaországban, Seine-et-Marne megyében. Lakosainak száma 1357 fő (2022. január 1.). Penchard Barcy, Chambry, Crégy-lès-Meaux, Monthyon és Chauconin-Neufmontiers községekkel határos.

## Népesség
A település népességének változása:
| Lakosok száma | 1073 | 1081 | 1109 | 1083 | 1291 | 1315 | 1340 | 1354 | 1357 |
|               | 2013 | 2015 | 2016 | 2017 | 2018 | 2019 | 2020 | 2021 | 2022 |